# Квинт Магн Максим
Вижте пояснителната страница за други личности с името Магн.
Квинт Магн Максим (на латински: Quintus Magnus Maximus) е политик и сенатор на Римската империя по времето на последните години на император Август.
През 13 – 14 г. Максим e префект (praefectus Aegypti), управител на римската провинция Египет след Луций Антоний Педон. На 19 август 14 г. император Август умира и скоро след това Максим е сменен от Емилий Рект.